# Baix Penedès
Baix Penedès, także Bajo Panadés – comarca (powiat) we wschodniej Katalonii w Hiszpanii. Zajmuje powierzchnię 296,2 km² i liczy 98 861 mieszkańców. Siedzibą comarki jest El Vendrell. Comarka w całości leży na terenie prowincji Tarragona.

## Gminy
- Albiñana (Albinyana)
- Arbós (L'Arboç)
- Bañeras (Banyeres del Penedès)
- Bellvey (Bellvei)
- La Bisbal del Panadés (La Bisbal del Penedès)
- Bonastre
- Calafell
- Cunit
- Lloréns (Llorenç del Penedès)
- Masllorenç
- El Montmell
- San Jaime dels Domenys (Sant Jaume dels Domenys)
- Santa Oliva
- El Vendrell